# TeTeX
teTeX ist eine Distribution des Textsatzsystems TeX und des darauf aufbauenden Softwarepakets LaTeX, die im November 1994 veröffentlicht und bis Mai 2006 gepflegt wurde. Das von Thomas Esser entwickelte, auf der TeX-Implementierung Web2c basierende, kostenlos und unter einer freien Lizenz vertriebene Softwarepaket wurde in dieser Zeit zu einer der bekanntesten TeX-Distributionen. Nach Einstellung des Supports für teTeX empfahl Esser den Benutzern, auf die seit 1996 verfügbare, ursprünglich auf teTeX basierende Distribution TeX Live umzusteigen.

## Umfang
teTeX enthält neben zahlreichen LaTeX-Paketen die TeX-Erweiterungen pdfTeX zur direkten Erzeugung von PDF-Dateien und leichteren Einbindung von Bildern, e-TeX, Omega und Aleph zur Verwendung von Unicode und sinistrograden Schriften, verschiedene Ausgabeprogramme („DVI-Treiber“) zum Erzeugen von PostScript-Dateien (dvips), HP-LaserJet-Druckdateien (dvilj), PDF-Dateien (dvipdfm) sowie PNG- oder GIF-Bilddateien (dvipng), das Vorschauprogramm xdvi, weiterhin die Systeme Texinfo und ConTeXt sowie die Programme MakeIndex zum Erstellen von Schlagwortverzeichnissen und BibTeX zur Literaturverwaltung, zudem für TeX erforderliche Programme zur Erzeugung von Schriften wie Metafont und MetaPost.

## Geschichte
Während seines Mathematik- und Informatikstudiums an der Universität Hannover hatte Thomas Esser einen Nebenjob in einer Gruppe für Datenbanken und Informationssysteme. In dieser Tätigkeit war er für Unix-Systemadministration und für das Verfassen von Dokumentation in LaTeX verantwortlich. Die mühsame Pflege der TeX-Distribution auf dem Universitätsserver sowie der Wunsch zahlreicher Studenten, auf ihren privaten Linux-Rechnern ebenfalls TeX zu installieren, brachte ihn schließlich dazu, eine eigene Distribution zu entwickeln. Zu den Entwicklungszielen von teTeX zählten die ausschließliche Nutzung freier Software, leichte Kompilierung, Installation und Anpassung an individuelle Bedürfnisse.
Esser beschränkte sich bei der Entwicklung nicht darauf, bestehende TeX-Pakete, Schriften und andere Bestandteile zusammenzustellen, sondern schrieb auch einige wesentliche Skripte zur leichteren Interoperabilität verschiedener Bestandteile und zur Vereinheitlichung der Programmierschnittstellen, etwa für unterschiedliche Treiberprogramme.
Die erste teTeX-Version vom November 1994 war nur für das Betriebssystem GNU/Linux verfügbar, wurde aber von den bekannten FTP-Servern tsx-11.mit.edu und sunsite.unc.edu aufgenommen und zum Download bereitgestellt. Esser machte sich bald an die Verbesserung der Portierbarkeit auf andere Systeme. Mitte der 2000er Jahre war das Paket für alle gängigen Unix-Betriebssysteme verfügbar.
Die letzte veröffentlichte teTeX-Distribution war die Version 3.0 vom Februar 2005. In einem Interview vom Juni 2006 erklärte Esser, der wesentliche Grund dafür, das Projekt nicht weiterzuführen, sei der zu große Zeitaufwand. Jede neue veröffentlichte Version von teTeX habe ihn mehr Zeit gekostet als die jeweils vorhergehende.